# 諾曼·芬克爾斯坦
諾曼·蓋瑞·芬克爾斯坦（英語：Norman Gary Finkelstein，/ˈfɪŋkəlstiːn/；1953年12月8日—）是美國政治學家和活動家。 他的主要研究領域是大屠殺和以色列-巴勒斯坦衝突。
芬克爾斯坦於1953年出生於紐約，父母都是猶太大屠殺倖存者。他畢業於賓漢頓大學，並獲得普林斯頓大學政治學博士。 他曾在布魯克林學院、羅格斯大學、亨特學院、紐約大學和德保羅大學擔任教職，並於2001 年至2007 年擔任助理教授。2006 年，德保羅大學的系和學院委員會投票決定授予芬克爾斯坦終身教職。但他沒有獲得終身教職，並在與大學達成基本未公開的和解協議後宣布辭職。
芬克爾斯坦在2000年撰寫《大屠殺產業》一書後聲名鵲起，他在書中聲稱，一些人利用大屠殺記憶作為“意識形態武器”，讓以色列“免受批評”。作為以色列的尖銳批評者，他於2008年被以色列拒絕入境，並被禁止進入該國十年。芬克爾斯坦稱以色列為“猶太至上主義國家”，並認為其對巴勒斯坦人民犯下了種族隔離罪行。 透過他的一本書中的個人敘述，他將生活在以色列佔領下的巴勒斯坦人的困境與納粹的恐怖進行了比較。芬克爾斯坦關於巴勒斯坦和以色列的最新著作是《加沙殉難記》。

## 早期生活與教育
諾曼·芬克爾斯坦於1953年12月8日出生於紐約市，是哈里·芬克爾斯坦和瑪麗拉·芬克爾斯坦(原姓胡赛特) 的儿子。 芬克爾斯坦的父母是猶太大屠殺倖存者。他的母親在華沙長大，並在華沙猶太人區和馬伊達內克集中營中倖存下來。他的父親是華沙猶太人區和奧斯威辛集中營的倖存者。  戰後，他們在奧地利林茨的一個流離失所者營地相遇，然後移民到美國，他的父親成為一名工廠工人，母親成為家庭主婦，後來成為一名簿記員。 芬克爾斯坦的母親是一位熱心的和平主義者。 他的父母皆於 1995 年去世。 
芬克爾斯坦談到他的父母時說：「他們透過納粹大屠殺的稜鏡來看世界。他們永遠感激蘇聯（他們將納粹的失敗歸功於蘇聯），因此任何反蘇聯的人他們都「極為嚴厲」。  他們支持蘇聯批准建立以色列國，正如安德烈·安德烈耶維奇·葛羅米柯所闡述的那樣，他說猶太人已經贏得了建立國家的權利，但認為以色列已經將其靈魂 出賣給了西方，拒絕與以色列「穿一條褲衩」。 
芬克爾斯坦在紐約布魯克林的自治市鎮公園和米爾盆地長大，在那裡他就讀於詹姆斯麥迪遜高中。  在他的回憶錄中，他強烈回憶起他的母親目睹了第二次世界大戰的種族滅絕暴行，對美國在越南戰爭中製造的大屠殺所感到的憤怒。一位兒時的朋友回憶起他母親「對左翼人道主義事業的情感投入近乎歇斯底里」。  他「將[她的]憤怒內化」，他承認這一特質使他在談論越南戰爭時「難以忍受」，這讓他產生了一種「比你聖潔」的態度，他現在對此 感到後悔。  但芬克爾斯坦認為他吸收了母親的觀點──拒絕為苟且生活而拋開道德義憤──是一種美德。 隨後，閱讀諾姆·喬姆斯基的作品在學習如何運用他母親遺贈給他的道德熱情和學術嚴謹方面發揮了作用。 
芬克爾斯坦於 1974 年在紐約賓漢頓大學完成本科學業，隨後於 1979 年在巴黎高等研究應用學院學習。  他從青少年時期起就是一名熱心的毛主義者，1976 年四人幫審判的消息讓他「徹底崩潰」，這使他認定自己被誤導了。  他說，他臥床 三個星期。 
他於1980年獲得政治學碩士學位，並於1988年獲得普林斯頓大學政治研究博士學位。他是 Phi Beta Kappa的成員。 他的博士論文是關於猶太復國主義的。在獲得學術工作之前，芬克爾斯坦是紐約一名兼職社會工作者，幫助輟學青少年。 
根據芬克爾斯坦的說法，他參與以色列-巴勒斯坦衝突始於1982年，當時他和紐約的其他少數猶太人抗議以色列入侵黎巴嫩。他舉著標語，上面寫著：「華沙隔都起義、奧斯維辛、馬伊達內克倖存者的兒子不會沉默：以色列納粹——停止黎巴嫩的大屠殺！」
在第一次大起義期間，從1988年起，他每年夏天都會作為希伯倫和拜特薩胡爾（Beit Sahour）的巴勒斯坦家庭的客人到約旦河西岸度過， 他在當地一所學校教英語。芬克爾斯坦寫道，他是猶太人的事實並沒有讓大多數巴勒斯坦人感到困擾：「典型的反應是無所謂。已經告訴年輕人我『沒問題』，一般來說，事情就到此為止了。」他在1996年出版的《巴勒斯坦的興衰》一書中講述了他在大起義中經歷。

## 學術生涯
芬克爾斯坦首先在羅格斯大學擔任國際關係兼職講師（1977-78），然後在布魯克林學院（1988-1991）、亨特學院（1992-2001）、紐約大學（1992-2001）和德保羅大學（1992-2001）任教。2001–2007). 據《紐約時報》報道，芬克爾斯坦於 2001 年離開亨特學院，「在學院管理部門削減了他的教學負擔和工資後」。 他說他很喜歡在亨特教書，但在懇求學校讓他每學期只教兩門課、每年支付 12,000 美元後，他被「毫不客氣地開除了」。 亨特設定了要求他每週花四天教學的條件，他認為這是不可接受的。芬克爾斯坦於 2014-15 年在土耳其薩卡里亞大學中東學院任教。

## 著作
從他在普林斯頓大學的博士論文開始，芬克爾斯坦的著作就引起爭議。 他將自己描述為一名「法醫」學者，致力於揭開他認為的偽學術論點的神秘面紗。 他對幾位著名作家和學者撰寫了嚴厲的學術評論，指責他們歪曲事實以捍衛以色列的政策和做法。 他的著作涉及政治主題，例如猶太復國主義、巴勒斯坦人口歷史，以及他對存在「大屠殺產業」的指控，該產業利用大屠殺的記憶來促進以色列的政治利益。 他「認為國家沒有任何價值。 如果世界上每個國家之間的邊界消失，這將是一個更快樂的地方。」他不把「兩國方案……作為原則而支持……支持它的意義只是在於，試圖減少巴勒斯坦人的痛苦（實際上是防止以色列自我毀滅)……這是努力創造一個更美好的世界的必要步驟。 人道的世界。 」
芬克爾斯坦的作品受到勞爾·希爾伯格、阿維·施萊姆、約翰·米爾斯海默、薩拉·羅伊和诺姆·乔姆斯基等學者的讚揚，他的支持者和批評者都對他的辯論風格進行了評論。

### 關於《自古以來》
芬克爾斯坦的博士論文研究了瓊·彼得斯的《自古以來》（From Time Immemorial）中提出的觀點。 這是當時的暢銷書。 彼得斯的以色列「歷史與防禦」涉及巴勒斯坦的人口歷史。 人口統計研究傾向於一致結論, 即奧斯曼帝國控制的巴勒斯坦地區的阿拉伯人口在世紀之交佔人口總數的 94%。 但由於大規模的猶太復國主義移民，阿拉伯人口已逐漸減少到均等。 彼得斯從根本上挑戰了這個觀點，她認為很大一部分巴勒斯坦人是自 19 世紀初以來其他阿拉伯國家移民的後裔。 接下來，對彼得斯和她的許多讀者來說，巴勒斯坦本土人口被猶太移民淹沒的景像只不過是宣傳，她認為實際上，兩波幾乎同時發生的移民浪潮在這片相對無人居住的土地上相遇。
芭芭拉·塔奇曼、白修德、埃利·維塞爾和露西·達維多維奇等眾多人物都對《自古以來》贊不絕口。 索爾·貝婁在書封面背書寫道，「全世界數以百萬計的人被虛假的歷史和宣傳所窒息，他們將感激對巴勒斯坦人起源的清晰描述。」

芬克爾斯坦稱這本書是「巨大的騙局」。  他後來認為，雖然彼得斯的書在美國受到了廣泛的興趣和認可，但對其欺詐性和不可靠性質疑的學術論點卻很少引起注意：
到 1984 年底，《自古以來》 在美國…收到了大約兩百份[正面]的評價。 在這股日益高漲的讚美聲中，稱其「虛假」的評論屈指可數，他們來自《巴勒斯坦研究雜誌》，該雜誌發表了比爾·法雷爾的高度批評性評論； 芝加哥的小型新聞周刊《In These Times》，發表了作者研究結果的濃縮版； 和亞歷山大·科伯恩在《國家》雜誌上發表了一系列專欄，揭露了這一騙局。 ……對《自古以來》已經發出好評的期刊拒絕發表任何批評性的信件（例如，《新共和》、《大西洋月刊》、《評論》）。 尚未審查該書的期刊拒絕了有關該主題的手稿，因為影響很小或沒有影響（例如，《鄉村之聲》、《異議》、《紐約書評》）。 沒有任何一家全國性報紙或專欄作家認為一本暢銷的、受到熱情讚揚的中東沖突「研究」是一個陳腐的騙局，這具有新聞價值。 
喬姆斯基在《理解權力》一書中寫道，芬克爾斯坦將他的初步發現發送給了大約30 名對此主題感興趣的人，但除了他之外沒有人回复，這就是他們成為 朋友的原因：
我告訴他，是的，我認為這是一個有趣的話題，但我警告他，如果你遵循這個，你就會遇到麻煩——因為你將揭露美國知識界是一個騙子團夥，而且他們不會 喜歡它，他們會毀掉你。 所以我說：如果你想做，就去做吧，但要注意你將面臨什麼。 這是一個重要的問題，你是否能夠除掉他們用以驅逐大量人口的道德基礎——它正在為一些真正的恐怖奠定基礎——因此許多人的生命可能受到威脅。 但我告訴他，你的生命也會受到威脅，因為如果你追求這個，你的職業生涯就會毀掉。 哎，他當時没信我的話。 此後我們成了非常親密的朋友，我之前並不認識他。 
喬姆斯基表示，圍繞芬克爾斯坦研究的爭議導致他推遲獲得博士學位。 在普林斯頓大學。 喬姆斯基寫道，芬克爾斯坦無法讓教師們閱讀他的論文，普林斯頓大學最終授予芬克爾斯坦博士學位只是“出於尷尬”，但拒絕給予他任何進一步的專業支持。 
在1996 年的《外交事務》評論中，威廉·B·匡特（William B. Quandt）稱芬克爾斯坦對《自古以來》的批評是一篇“里程碑式的文章”，有助於證明彼得斯 的「劣質學術」。  以色列歷史學家阿維·施萊姆後來讚揚了芬克爾斯坦的論文，並表示該論文在他還是博士生時就奠定了他的資歷。 在施萊姆看來，芬克爾斯坦提出了一個“無可辯駁的案例”，並以“無可辯駁的證據”證明彼得斯的書“荒謬且毫無價值”。 

### 《巴勒斯坦的興衰》
1996年，芬克爾斯坦出版了《巴勒斯坦的興衰：起義歲月的個人記述》，記錄了他在第一次起義期間對約旦河西岸的訪問。 透過個人敘述，他將生活在以色列佔領下的巴勒斯坦人的困境與納粹的恐怖進行了比較。 

喬斯特·希爾特曼（Joost R. Hiltermann） 給這本書的評論不高，他反對芬克爾斯坦的“粗魯、正義的憤怒、誇張、歪曲和無根據的概括”，以及他對約旦河西岸巴勒斯坦人的 概括：
芬克爾斯坦犯了一個錯誤，他認為自己在西岸之行中看到了所有該看到的東西，並且他所看到的東西代表了現實。 這導致了荒謬的觀察。 例如，他聲稱「許多巴勒斯坦人都能說流利的英語」（第4 頁），他訪問過的「許多」家庭都「配備了最新的寬屏彩色電視」（第6 頁）， 以及「女性在海灘 上穿比基尼」（第18 頁）。 
希爾特曼寫道，雖然“有充分的理由對巴勒斯坦人所遭受的可怕的不公正感到痛苦”，芬克爾斯坦的“大棒式”風格除了那些已經皈依的並無法打動的其他的觀眾 。 

### 《大屠殺產業》
《大屠殺工業:對剝削猶太人苦難的反思》出版於2000年。 在這本書中，芬克爾斯坦認為埃利·維瑟爾和其他人利用大屠殺的記憶作為一種「意識形態武器」。 他寫道，他們的目的是讓以色列——「世界上最強大的軍事強國之一，有著可怕的人權記錄——把自己塑造成一個受害者國家」;也就是說，使以色列"免於 批評"。他聲稱，「一群令人討厭的富豪、流氓和小販」向德國和瑞士尋求巨額的法律賠償和經濟和解，這些錢隨後流向了律師和參與促成他們的機構，而不是真正的大屠殺 倖存者。 在為宣傳這本書而接受的電視採訪中，他說“一小撮美國猶太人有效地劫持了納粹大屠殺來勒索歐洲”，以“轉移人們對巴勒斯坦人所做的事情的注意力 」。 
這本書在兩方面受到了負面的評價，批評者指責它缺乏研究和（或）允許其他人利用它來達到反猶太目的。 德國歷史學家漢斯·蒙森將第一版貶為「一本最瑣碎的書，很容易激起反猶太主義偏見」。 以色列大屠殺歷史學家以色列古特曼(Israel Gutman)稱這是「一種諷刺，它把一個嚴肅的主題歪曲成不正當的目的。」甚至認為它不應該被當作一本合格的書 來評論或批評。 布朗大學教授奧默·巴托夫(Omer Bartov)、芝加哥大學教授彼得·諾維克(Peter Novick)和其他評論家也批評了《大屠殺工業》，他們認為芬克爾 史丹有選擇性或可疑地提供證據，並誤解了歷史。 這本書在德國出版時，《明鏡周刊》報道稱，德國「陷入了大屠殺的瘋狂之中。芬克爾斯坦受到了重視。他所說的與許多不了解事實的 人的想法一致。」芬克爾斯坦在接受採訪時說，「大屠殺是一種政治武器。德國人有正當理由保護自己不受這種虐待。」
在2000年8月接受瑞士國家廣播電台採訪時，大屠殺歷史學家勞爾·希爾伯格（Raul Hilberg）支持說，這本書表達了希爾伯格的觀點，他也認為世界猶太人大會等組織對大屠殺的利用是「可惡的」。 當被問及芬克爾斯坦的分析是否會落入新納粹分子的反猶太之手時，希爾伯格回答說:「好吧，即使他們以這種方式使用它，我擔心當涉及到真相 時，它必須公開說出來，而不考慮任何不受歡迎的、令人尷尬的後果。」
恩佐·特拉弗索（Enzo Traverso）在《歷史唯物主義》(Historical Materialism)雜誌上發表的一篇評論中稱，這本書“充滿爭議和暴力”，但“在很多方面都恰如其分，令人信服」。 特拉弗索對芬克爾斯坦關於瑞士銀行和歐洲反應的觀點表達了許多保留意見。 特拉弗索同意(希爾伯格)芬克爾斯坦對一些美國猶太人機構的指控可能是正確的。 他也提到了芬克爾斯坦的書在《法蘭克福匯報》上受到的好評，稱其為「令人歡迎的誇張」。 但特拉弗索認為芬克爾斯坦忽視了此事的歐洲方面，並表示芬克爾斯坦的分析過於簡單化、物質主義。 他總結道：「芬克爾斯坦的書包含了一個必須承認的真理核心，但由於其風格和幾個主要論點，它本身就被最糟糕的用途化和工具化了。」
歷史學家大衛·切薩拉尼（David Cesarani）批評芬克爾斯坦為瑞士銀行對大屠殺倖存者的嚴重不當行為開脫，並根據一份重要報告附件中的一句話，將銀行描繪成猶太恐怖主義的受害者。 為了支持這一驚人的論點，芬克爾斯坦引用了由權威的知名人士組成的獨立委員會報告中的一份聲明，稱「沒有證據表明存在系統性歧視、阻礙訪問、挪用或違反瑞士法律的文件保留要求」。「 的確，但這些話來自附件，」切薩拉尼寫道。

### 對艾倫·德肖維茨《以色列的案例》的批評
芬克爾斯坦與法學家兼學者艾倫·德肖維茨的公開不和持續了數年，對芬克爾斯坦的學術生涯產生了負面影響。
在艾倫·德肖維茨的書《以色列的案例》（Case for Israel）出版後不久，芬克爾斯坦嘲笑它是「欺詐、偽造、抄襲和胡說八道的集合」。在一場談話節目「Democracy Now!」與德肖維茨的辯論中，芬克爾斯坦說，德肖維茨對自己書中的具體內容缺乏了解。 他還聲稱德肖維茨並沒有寫這本書，甚至可能沒有讀過它。
芬克爾斯坦說，在同樣多的頁數中，德肖維茨的書中引用了彼得斯在她的書中使用的相同來源和段落，其中有20個例子，順序基本相同，在相同的 地方也有省略。 在兩個例子中，德肖維茨重複了彼得斯的錯誤。 芬克爾斯坦由此得出結論，與德肖維茨的說法相反, 德肖維茨並沒有親自檢查原始資料。芬克爾斯坦認為，這種對引文的抄襲相當於對思想的抄襲。 他檢查了一份他設法得到的德肖維茨的書的證明副本，發現德肖維茨讓他的秘書助理霍莉·貝絲·比靈頓在哈佛圖書館查閱了他在彼得 斯的書中讀到的資料。 德肖維茨在給加州大學新聞主任琳恩·威瑟的一封信中回應了這一指控，稱芬克爾斯坦在書中措辭修改了（從“引用”改為“複製” ），將引語編造成罪證。 在公開辯論中，他曾說過，如果“有人不去核實馬克·吐溫是否說過這句話就藉用了這句話，顯然這將是一項嚴重的指控”，但他說他並沒有 這樣做，而且確實檢查了原始來源。 
德肖維茨威脅要對芬克爾斯坦書中的指控提起誹謗訴訟，因此出版商在出版前從書中刪除了「剽竊」一詞。 芬克爾斯坦同意刪除關於德肖維茨不是《以色列的案例》真正作者的說法，因為正如出版商所說，「他無法證明這一點」。 
德肖維茨聲稱他確實查閱了原始資料，他說芬克爾斯坦只是在指責他良好的學術實踐:引用了他最初從彼得斯的書中了解到的參考文獻。 德肖維茨否認說，他沒有引用彼得斯的任何觀點。 「抄襲就是把別人的話當成自己的。沒有借用任何人的話。書中沒有借用任何人的觀點，因為我從根本上不同意彼得斯書中的結論。」在《以色列的案例》中在引用彼得斯著作的腳註中，德肖維茨明確否認他「依賴」彼得斯的「結論或數據」。 

在他們的共同採訪中，為證明德肖維茨沒有閱讀原始資料，芬克爾斯坦引用了德肖維茨書中的特定段落，他說彼得斯創造的一個短語被錯誤地歸因於喬治· 奧威爾:
[彼得斯]創造了「turnspeak」這個短語;她說她用它來模仿喬治·奧威爾，而正如所有聽眾都知道的那樣，他使用了「Newspeak」這個短語。 她創造了自己的短語「turnspeak」。 你去看德肖維茨先生的書，他在大量借用彼得斯的作品中感到困惑，以至於有兩次——如果你有這本書的副本，他在第57頁和第153頁引用了 它們——他使用了“喬治·奧威爾的 「turnspeak」”這句話。 「Turnspeak」不是奧威爾的，德肖維茨先生。 
達特茅斯學院、愛荷華大學和美國藝術與科學院的前校長詹姆斯·O·弗里德曼（James O. Freedman）為德肖維茨辯護說:
我不理解芬克爾斯坦對艾倫·德肖維茨的剽竊指控。 沒有人聲稱德肖維茨在沒有署名的情況下使用了他人的話。 當他使用別人的話時，他會適當地引用它們，並通常引用它們的原始來源(馬克·吐溫，巴勒斯坦皇家委員會等)[芬克爾斯坦]的抱怨是，他應該引用它們到第二手 來源，而德肖維茨可能在第二手來源中發現了它們。 但正如《芝加哥風格手冊》(Chicago Manual of Style)所強調的:「歸因的重要性。 在所有對他人材料的再利用中，重要的是要確定原始材料的來源。 這不僅支持了合理使用的主張，也有助於避免任何抄襲的指控。 」這正是德肖維茨所做的。
在回應亞歷山大·考克伯恩在《國家》雜誌上發表的一篇文章時， 德肖維茨也引用了《芝加哥風格手冊》：
考克伯恩的說法是，有些引言不應該被引用到它們的原始來源，而應該被引用到第二手來源，他認為我是在那裡偶然發現的。 即使他是正確的，我在彼得斯的書中發現了所有這些引文，首選的引用方法是原始來源，正如芝加哥風格手冊所強調的那樣：「在所有重用他人材料時，重要的是要確定原始 來源。這個…有助於避免任何抄襲的指控…從第二手資料中引用資料('引用於…')通常是不被鼓勵的。」 
考克伯恩回答說:
引用《芝加哥風格手冊》，德肖維茨巧妙地暗示，他遵循了規則，引用了“原文”，而不是第二手來源彼得斯。 他在這裡曲解了芝加哥，這裡的「原作」只是指借來的材料的起源，在這個例子中，就是彼得斯。
現在來看看這段摘自《芝加哥風格手冊》的引言的第二部分，用一個端莊的三點省略號與前一句簡潔地隔開。 正如我的同事凱特·萊文(Kate Levin)所發現的，這段話(「從第二手資料中引用資料…」)出現在第727頁，比省略號之前的材料晚不少於590頁，在一個題為 「二手資料引用」的部分。 以下是完整的引用，德肖維茨遺漏的部分用粗體標出: 「從第二手來源引用資料('引用於')通常是不被鼓勵的，因為作者應該已經檢查了他們引用的作品。但是，如果沒有原始來源，則必須列出原始來源和第二手來源。」

所以《芝加哥風格手冊》顯然堅持除非德肖維茲去找原文，否則他必須引用彼得斯。 芬克爾斯坦已經確鑿地證明了他沒有去找原文。 抄襲，證明畢 （QED），再加上故意歪曲芝加哥指導方針的語言，增加了時間跨度, 把兩個獨立的討論拼湊在一起。  
哈佛大學法學院院長埃琳娜·卡根代表德肖維茨要求哈佛大學前校長德里克·博克（Derek Bok）調查有關抄襲的說法;博克宣布德肖維茨無罪。 
2007年4月，《加州大學洛杉磯分校法律評論》（UCLA Law Review）前主編弗蘭克·梅內特雷斯(Frank Menetrez)發表了一篇分析德肖維茨對芬克爾斯坦指控的文章，並得出結論稱，德肖維茨歪曲事實。 在後續的分析中，他得出結論，正如德肖維茨所聲稱的那樣，他「無法避免這樣的推斷，即德肖維茨從彼得斯的《自古以來》中抄襲 了馬克吐溫的語錄，而不是從原始資料中抄錄」。  

## 爭議

### 拒絕終身教職和辭職
芬克爾斯坦在芝加哥德保羅大學的任期因投票反對授予他終身教職而結束。 隨後數週的校園抗議活動支持授予他在大學的職位。
在相當多的公開辯論中，德肖維茨發起了阻止芬克爾斯坦申請德保羅大學終身教職的活動。 他的詆毀活動始於2004年，當時他向德保羅大學校長丹尼斯·霍爾特施奈德(Dennis Holtschneider)寄去了一份題為《文學麥卡錫主義》(Literary McCarthyism) 的手稿，主張德保羅大學應該解僱芬克爾斯坦。 他也聯繫了德保羅大學政治學系系主任帕特里克·卡拉漢 （Patrick Callahan）。2005年，德肖維茨宣布他打算阻止芬克爾斯坦的終身教職申請，他說:“我將自費前往，我將記錄芬克爾斯坦的案件”，“我將證明他不 符合美國大學協會的學術標準」。 2006年10月，他向德保羅大學法律與政治學院的成員發送了一份他所謂的「諾曼‧芬克爾斯坦最嚴重的學術罪行檔案，尤其是他徹頭徹尾的謊言、錯誤 引用和歪曲事實的檔案」，並遊說德保羅大學的教授、校友和管理人員拒絕芬克爾斯坦的終身教職。 2007年5月，德肖維茨在西北大學發表演講，聲稱芬克爾斯坦最近參加了在伊朗舉行的否認大屠殺的會議。 
德保羅的政治科學委員會調查了德肖維茨對芬克爾斯坦的指控，結論是這些指控沒有根據。 政治系隨後邀請約翰·米爾斯海默和伊恩·盧斯蒂克來評估芬克爾斯坦著作的學術價值，這兩位此前並未參與，但專門研究巴以衝突的學者;他們得出了同樣的結論。 [澄清需要]
2007年初，德保羅大學政治科學係以9比3、文理學院人事委員會以5比0的投票結果，授予芬克爾斯坦終身教職。 三位持反對意見的教員隨後提交了一份少數派報告，反對終身教職，並得到學院院長查克·蘇查爾（Chuck Suchar）的支持。 在洩漏的備忘錄中，蘇查爾寫道，他反對終身教職，因為「芬克爾斯坦博士出版的許多書中都有人身攻擊……他的態度威脅到了學術界話語的一些基本 原則」。 他認為他們不符合德保羅的「遣使會」價值觀。 蘇查爾舉例說，芬克爾斯坦缺乏對「個人尊嚴」和「他人持有和表達不同知識立場的權利」的尊重。 2007年6月，德保羅大學晉升和終身教職委員會在霍爾特施奈德（Holtschneider）的支持下，以4比3的投票結果否決了芬克爾斯坦的終身教職。 
該大學否認德肖維茨的遊說在其決定中發揮了作用。 同時，儘管得到了學院、人事委員會和院長的一致支持，學校還是拒絕了芬克爾斯坦的堅定支持者、猶太和平之聲成員、國際 研究助理教授梅勒內·拉魯迪（Mehrene Larudee）的終身教職。 芬克爾斯坦說，如果有人試圖禁止他教導學生，他將參與公民不服從。 
後來，教務委員會確認了教授們的上訴權利，而大學律師表示，這是不可能的。 議會主席安妮·巴特利特（ Anne Bartlett ）表示，她「非常擔心」沒有遵循正確的程序。 德保羅大學的教師協會考慮對包括霍爾特施奈德在內的管理人員進行不信任投票，因為他們拒絕授予終身教職。
2007年6月，經過兩週的抗議，一些德保羅大學的學生舉行了靜坐和絕食抗議，以支持兩位教授。 美國大學教授協會伊利諾州會議也給霍爾特施奈德發了一封信，信中寫道:「一所大學因為擔心教授發表的研究…而拒絕授予他終身教職，這是 完全不合法的。可能會損害一所大學的聲譽」，而且該協會「明確拒絕將同僚關係作為評估教員的適當標準」。
在2007年9月芬克爾斯坦辭職後發表的聲明中，德保羅稱他為「一位多產的學者和傑出的教師」。 德肖維茨認為這種妥協和聲明令人反感，他說德保羅「用真理換取和平」，並稱芬克爾斯坦「是學者」的說法完全是錯誤的。 他是個「宣傳家 」。在2014年的一次訪談中，《越界:學術自由與巴勒斯坦問題》的作者馬修·亞伯拉罕(Matthew Abraham)稱芬克爾斯坦的終身教職案是「過去50年來最重要的學術 自由案件之一」，並表示它表明「當一位有爭議的學者提出的觀點威脅到主流利益時，外部各方可以對中層的宗教學術機構施加巨大壓力」。

### 2008年被以色列拒絕入境
2008年5月，據未透露姓名的辛貝特安全官員稱，芬克爾斯坦被拒絕進入以色列，因為“懷疑涉及黎巴嫩的敵對分子”，因為他「沒有向審訊人員提供有關這些懷疑的完整說明 」。   2006年黎巴嫩戰爭期間，芬克爾斯坦訪問了黎巴嫩南部，並會見了黎巴嫩家庭。 他被禁止在10年內進入以色列。 
芬克爾斯坦在抵達特拉維夫附近的本古里安機場後接受了訊問，並在一間拘留所被拘留了24小時。 他的以色列律師麥可‧斯法德說，他被審問了幾個小時。 第二天，他在飛往阿姆斯特丹的航班上被驅逐出境，阿姆斯特丹是他的出發地。 在接受《國土報》採訪時，芬克爾斯坦說：「我盡我所能，對所有向我提出的問題提供絕對坦誠和全面的答案。我確信我沒有 什麼可隱瞞的。沒有自殺任務，也沒有與恐怖組織的秘密會面。」他一直在拜訪約旦河西岸的朋友，他說他對訪問以色列沒有興趣。